# Берніназавроп
Berninasauropus — іхнорід динозаврів, заснований на скам'янілих відбитках.